# Leandro Lutz
Leandro Lutz (* 5. Januar 1982) ist ein ehemaliger brasilianischer Biathlet und Skilangläufer.
Leandro Lutz debütierte 2009 in Idre bei einem Sprint im IBU-Cup und wurde 158. 2011 erreichte er als 64. eines Sprints in Bansko sein bestes Ergebnis in der Rennserie. Er startete im August 2010 bei den Biathlon-Südamerikameisterschaften in Portillo und Bariloche. Bei den Meisterschaften, die als Rennserie ausgetragen wurde, wurde Sepulveda in Portillo 14. des Einzels, 15. im Sprintrennen und 13. im Massenstart. Beim Sprint in Bariloche belegte er den neunten Platz. In der Gesamtwertung, in die nur drei Rennen eingingen, belegte er den 14. Platz.
Im Skilanglauf nahm er von 2009 bis 2020 an internationalen Rennen teil. Zunächst trat er nur in unterklassigen Rennen wie dem Alpencup oder FIS-Rennen an. Karrierehöhepunkt wurden die Nordische Skiweltmeisterschaften 2011 am Holmenkollen in Oslo. Über 15 Kilometer Klassisch kam er auf den 109. Platz, in der Verfolgung und über 50 Kilometer Freistil kam er als distanzierter Läufer nicht ins Ziel.